# Pipalmadi
Pipalmadi (en népalais : पिपलमाढी) est un comité de développement villageois du Népal situé dans le district de Sindhuli. Au recensement de 2011, il comptait 7 604 habitants.